# El espejo (película de 1975)
Zérkalo (en ruso: Зеркало), conocida en español como El espejo, es un largometraje soviético de 1975 dirigido por Andréi Tarkovski, también guionista de la misma junto con Aleksandr Misharin.

## Argumento
Un hombre, Alekséi, al que no se le destapa su rostro de adulto en todo el film, únicamente se puede descifrar su torso encima de una camilla al final del mismo, habla con su esposa sobre su situación actual y los motivos por los que se han distanciado. En este sentido la película es una evocación continua de recuerdos y sentimientos que viajan en diferentes tiempos sin orden aparente: la relación con su madre, su infancia,...que se mezclan con material fílmico de noticiario sobre la Guerra civil española, la Segunda guerra mundial y el enfrentamiento entre la URSS y China por la isla Damanski. En la película suenan poemas escritos y recitados por Arseni Tarkovski, padre del director. Retrata un pasado que es el suyo, pero también el de un país y el del acontecer mundial.
La estructura especular del argumento de la película se ve potenciada por la interpretación por una misma actriz, Margarita Térejova, tanto de la madre de Alekséi (María) como la de Ignat (Natalia), siendo ambos niños también interpretados por un mismo actor, Ignat Daníltsev.

## Características del film
Tarkovski presenta, como una personalidad distinguida en el terreno cinematográfico, un cine no convencional, alejándose totalmente de los cánones establecidos: no atiende a una estructura narrativa, sino que muestra sus propios sentimientos, sin interesarle divertir o agradar al espectador. Al ser de carácter autobiográfico, se vuelca en realizar un homenaje apasionado de su familia y su hogar. Por tanto, es un film que no intenta enseñar nada, no trata de insinuar nada, simplemente intenta provocar sentimientos bonitos, las ideas, de tal forma que cada cual que vea el film relacione tales evocaciones con su propia vida y se sienta identificado. Cómo las personas vivas temen recordar, pero aun así tienen sueños dorados.
Según Tarkovski, cuanto más personal fuese lo representado en la pantalla, mayor grado de cercanía y emotividad lograrían las imágenes en el espectador. Sin embargo, el lenguaje utilizado en el film resulta difícil de descifrar, acercándose a un hermetismo y un simbolismo extremo, pues lo que para él resultan elementos clave- por ejemplo, la leche- para el espectador no tiene tal significado. Esa dificultad de comprensión del espectador se manifiesta asimismo en el uso intencionado de actores que encarnan personajes que se desdoblan.
Esta obra aúna diferentes elementos cinematográficos y manifestaciones artísticas que conforman un todo con un significado estético brillante. Además de ser un pintor de imágenes cinematográficas, Tarkovski explora las diferentes posibilidades que le brinda la naturaleza, centrándose en captar y resucitar esa vida natural de la tierra, los árboles, el viento, el fuego y el agua a través, principalmente, de los ruidos de la naturaleza. De hecho dijo “quien no haya prestado atención a esos ruidos se pierde una maravilla”. Y, aunque hace uso de varias piezas musicales admirables- Eduard Artémiev (compositor), J.S. Bach, G.B. Pergolesi y H. Purcell-, para él no era necesaria pues el mundo ya sonaba demasiado bien.
Esa importancia que concede Tarkovski al sonido se hace aún más evidente en la utilización constante de la voz en off, la del actor Innokenti Smoktunovski, además de varios poemas escritos y recitados por su padre, el poeta Arseni Tarkovski, lectura de los primeros versos de la Divina comedia de Dante, las menciones a Antón Chéjov y Fiódor Dostoyevski y la lectura de una carta de Aleksandr Pushkin sobre la historia rusa. Por otra parte, manifiesta su interés en la iluminación y el uso del color, alternando material fílmico de noticiario en blanco y negro con imágenes con una brillante iluminación a cargo del director de fotografía Gueorgui Rerberg, unas en tonos sepias y otras en color. Su sensibilidad por los elementos plásticos se observa también en la incorporación de un libro sobre pinturas de Leonardo da Vinci, las referencias a Andréi Rubliov, anterior film del director, o la recreación de Los cazadores en la nieve, de Pieter Brueghel el Viejo.

## Elaboración del guion
Aunque la idea inicial provenía de años atrás, Tarkovski empezó a trabajar en el guion, mientras rodaba Andréi Rubliov. Estaba trabajando en colaboración con otra persona cuando conoció la personalidad de A. Misharin y se dio cuenta de que debía hacerlo con él. Ambos coincidían en los elementos biográficos: la relación con su madre, su infancia, etc. por lo que se entendieron bastante bien.
Durante quince días se encerraron para poder terminar el guion. Escribían dos episodios por la mañana, y por la tarde se los intercambiaban para corregírselos, de tal forma que 14 episodios escribió uno, y otros 14 el otro. Ese ritmo no falló ningún día. Sin embargo, hubo un enfado entre ellos por una escena principal que no terminaba de convencer a Tarkovski. Ante tal discusión, Misharin se sentó ante la máquina de escribir y volvió a redactar dicho episodio. Supuso uno de los episodios más brillantes de la película.

## Problemas en el rodaje
El por entonces presidente de Goskinó, Alekséi Románov, denegó el proyecto de El espejo. Por esa razón, Tarkovski decidió rodar Solaris. Sin embargo, una vez terminado el rodaje se volvió a plantear la filmación de El espejo ya que estaba claro que Románov iba a ser sustituido por Filipp Yermash. Éste le dio prácticamente carta blanca para que filmara lo que quisiera. Aun teniendo esa vía libre, a Tarkovski le daba pánico filmar El espejo, de tal forma que Misharin estuvo detrás de él durante años para que la hiciera. Al fin lo consiguió obligando a Tarkovski leer 6 o 7 páginas de la narración de Vasili Grossman Todo fluye: empezó a llorar, se conmovió tanto que nada más terminar dijo “vamos a filmar El espejo”.
No fue hasta comenzar el rodaje cuando surgió la idea de las escenas situadas en los tiempos modernos. Así, prácticamente después de cada día de rodaje, Andréi tocaba a la puerta de Misharin a las 10:30pm diciéndole que había que escribir una nueva escena quedándose despierto hasta la madrugada. Tarkovski no descansaba, se decía que tenía siete vidas.

## Problemas en la exhibición
Una vez terminada toda la fase del rodaje, vieron que en realidad habían rodado seis episodios de más. Durante mucho tiempo no supieron cómo estructurar la película puesto que habían diseñado los episodios por separado. Un día, por fin, consiguieron armarlo y cogió forma, como dice Misharin ”la proporción ideal”.
Yermash, al ver la película, guardó silencio y, a continuación, dijo “no cabe duda de que tenemos libertad de creación artística”, seguido de “pero no hasta tal extremo”. El Gobierno prohibió que el film fuera estrenado en el Festival de Cannes, donde los esfuerzos de su director, Maurice Bessy, por exhibirla, cayeron en vano. Le permitieron venderla en el Festival de Moscú, pero de tales ingresos no vieron ni un rublo. Esta es la razón por la que El espejo nunca tuvo el estreno que debió.

## Personajes y actores principales
Alekséi (alter ego de Tarkovski):
- a los 5 años:  Filipp Yankovski
- a los 12 años: Ignat Daníltsev
- adulto (su rostro no aparece): voz de Innokenti Smoktunovski; en la secuencia de la enfermedad, el torso y la mano con un pájaro son de Andréi Tarkovski
Madre de Alekséi (María o Masha):
- de joven:  Margarita Térejova
- de mayor: María Vishnyakova (la madre de Andréi Tarkovski)
Padre de Alekséi: Oleg Yankovski
Mujer de Alekséi (Natalia): Margarita Térejova
Hijo de Alekséi y Natalia (Ignat): Ignat Daníltsev